# میراث فرهنگی ناملموس همدان
میراث فرهنگی ناملموس همدان به مجموعه جنبه‌های غیر فیزیکی فرهنگ و اغلب آداب و رسوم‌های همدان گفته می‌شود که در فهرست آثار ناملموس کشور ثبت شده‌است. این موارد شامل ارزش‌های اجتماعی، هنرهای نمایشی، هنرهای دستی و سنتی، سنت‌ها، آداب و رسوم و روش‌ها، باورهای زیبایی شناسانه و معنوی، بیان هنری، زبان و دیگر جنبه‌های کارکردهای انسانی است.

## آئین‌ها و مراسم
| نام آیین                                | محل برگزاری                    | شماره ثبت | تاریخ ثبت      | منبع  |
| --------------------------------------- | ------------------------------ | --------- | -------------- | ----- |
| سینه‌زنی دهه محرم مهاجران                | روستا مهاجران در شهرستان بهار  |           |                |       |
| مراسم قنبرخوانی در ۲۱ رمضان             | تویسرکان                       | ۲۴۳۵      | ۱۱ مهر ۱۴۰۰    | [ ۲ ] |
| جشن تیرگان ورکانه                       | روستای ورکانه در شهرستان همدان | ۲۴۳۳      | ۱۱ مهر ۱۴۰۰    | [ ۲ ] |
| جشن گردو تکانی                          | تویسرکان                       | ۲۳۴۴      | ۱۲ اسفند ۱۳۹۹  | [ ۳ ] |
| مراسم آئینی شاهزاده علی‌اصغر در محرم     | همدان                          | ۲۲۹۸      | ۱۴ بهمن ۱۳۹۹   |       |
| تعزیه درگزین                            | همدان                          | ۱۱۲       | ۲۲ دی ۱۳۸۸     |       |
| مراسم سقایی                             | همدان                          | ۲۵۴       | ۲۸ آبان ۱۳۹۰   |       |
| آیین‌های ازدواج در همدان                 | همدان                          | ۲۸۵       | ۲۸ آبان ۱۳۹۰   |       |
| طب سنتی در همدان                        | همدان                          | ۳۳۹       | ۲۸ آبان ۱۳۹۰   |       |
| ادبیات شفاهی (لالایی)                   | همدان                          | ۴۶۲       | ۸ دی ۱۳۹۰      |       |
| مراسم کوسه گلین                         | همدان                          | ۵۶۱       | ۲۰ شهریور ۱۳۹۱ |       |
| مراسم عزاداری سوم امام در امامزاده یحیی | همدان                          | ۶۹۷       |                |       |
| مراسم عزاداری عاشورایی محله جولان       | همدان                          | ۶۹۸       |                |       |

- تعزیه شهر مریانج
- مراسم شب عید قربان در شهرستان رزن
- جشن شکرگذاری آب در روستای هیزج بخش قهاوند

## صنایع دستی و هنری
| نام مهارت                          | منطقه ثبت شده             | شماره ثبت | تاریخ ثبت        | منبع  |
| ---------------------------------- | ------------------------- | --------- | ---------------- | ----- |
| سفال و سرامیک لالجین               | لالجین در شهرستان بهار    | ۱۰۵       | ۲۱ اردیبهشت ۱۳۸۹ |       |
| مهارت بافت قالی ازندریان           | ازندریان در شهرستان ملایر | ۲۴۷۳      | ۹ آذر ۱۴۰۰       | [ ۴ ] |
| مهارت و شناخت بافت قالی تویسرکان   | تویسرکان                  | ۲۲۹۵      | ۱۴ بهمن ۱۳۹۹     | [ ۵ ] |
| مهارت منبت چوب در ملایر و تویسرکان | ملایر و تویسرکان          | ۲۲۹۹      | ۱۴ بهمن ۱۳۹۹     |       |
| نازک کاری                          | همدان                     | ۲۴۴       | ۲۴ خرداد ۱۳۹۰    |       |
| مهارت ساخت منبت                    | همدان                     | ۲۵۰       | ۲۴ خرداد ۱۳۹۰    |       |
| مهارت دوخت پوشاک سنتی در همدان     | همدان                     | ۳۶۱       | ۲۸ آبان ۱۳۹۰     |       |
| موسیقی سنتی در همدان               | همدان                     | ۳۸۱       | ۲۸ آبان ۱۳۹۰     |       |
| مهارت در موتابی                    | همدان                     | ۵۶۲       | ۲۰ شهریور ۱۳۹۱   |       |
| مهارت در حلبی سازی                 | همدان                     | ۵۶۳       | ۲۰ شهریور ۱۳۹۱   |       |
| فن زین سازی                        | همدان                     | ۱۰۳۸      | ۴ بهمن ۱۳۹۱      |       |
| فن چلنگری                          | همدان                     | ۱۰۳۹      | ۴ بهمن ۱۳۹۱      |       |
| فن خراطی                           | همدان                     | ۱۰۴۰      | ۴ بهمن ۱۳۹۱      |       |
| فن قفل سازی                        | همدان                     | ۱۰۴۱      | ۴ بهمن ۱۳۹۱      |       |

- قالی‌بافی مهربان کبودرآهنگ
- مهارت گره‌چینی همدان
- شیوه‌های سنتی بستن گلونی لری در میان زنان و مردان قوم لر

## بازی‌های محلی
| نام بازی         | محل برگزاری                           | شماره ثبت | تاریخ ثبت  | منبع  |
| ---------------- | ------------------------------------- | --------- | ---------- | ----- |
| بازی تنور کلبه   | روستای گمین قلعه در شهرستان کبودرآهنگ | ۲۴۷۴      | ۹ آذر ۱۴۰۰ | [ ۶ ] |
| بازی آتولما قریش | روستای گمین قلعه در شهرستان کبودرآهنگ | ۲۴۷۵      | ۹ آذر ۱۴۰۰ | [ ۷ ] |

## غذاها و شیرینی‌های سنتی
| نام                    | محل تهیه                        | شماره ثبت | تاریخ ثبت     | منبع   |
| ---------------------- | ------------------------------- | --------- | ------------- | ------ |
| شربت پالوده لالجین     | لالجین در شهرستان بهار          |           |               | [ ۸ ]  |
| کوکوی گردو تویسرکان    | تویسرکان                        | ۲۳۴۶      | ۱۲ اسفند ۱۳۹۹ | [ ۹ ]  |
| حلوای گردو تویسرکان    | تویسرکان                        | ۲۳۴۵      | ۱۲ اسفند ۱۳۹۹ | [ ۱۰ ] |
| کباب سرداشی            | همدان                           | ۲۲۹۶      | ۱۴ بهمن ۱۳۹۹  | [ ۱۱ ] |
| مربای گل زرد تویسرکان  | تویسرکان                        | ۲۴۳۴      | ۱۱ مهر ۱۴۰۰   | [ ۱۲ ] |
| قووت                   | همدان                           | ۲۳۰۰      | ۱۴ بهمن ۱۳۹۹  |        |
| مهارت پخت نان در همدان | همدان                           | ۳۱۴       | ۲۸ آبان ۱۳۹۰  |        |
| شیره پزی انگور مانیزان | روستای مانیزان در شهرستان ملایر | ۴۶۱       | ۸ دی ۱۳۹۰     |        |
| فن پخت شیرینی شیرمال   | همدان                           | ۱۰۳۴      | ۴ بهمن ۱۳۹۱   |        |
| فن پخت شیرینی کماج     | همدان                           | ۱۰۳۵      | ۴ بهمن ۱۳۹۱   |        |
| فن پخت شیرینی انگشت‌پیچ | همدان                           | ۱۰۳۶      | ۴ بهمن ۱۳۹۱   |        |
| فن پخت حلوا زرده       | همدان                           | ۱۰۳۷      | ۴ بهمن ۱۳۹۱   |        |

- آبگوشت کلم
- آش کشک هویج
- خورش ماست
- شاطه حلوایی تویسرکان
- نان گرده ملایر
- کوکوی گردو تویسرکان
- حلوای گردو تویسرکان
- نان مغزی تویسرکان
- آش سماق در تویسرکان
- آش خیار اسدآباد
- آش بادمجان در نهاوند
- آش ورکواز نهاوند
- شیرینی شیره ترخینه ملایر
- حلوای مغزی ملایر
- آش ترش ملایر